# باب حطة

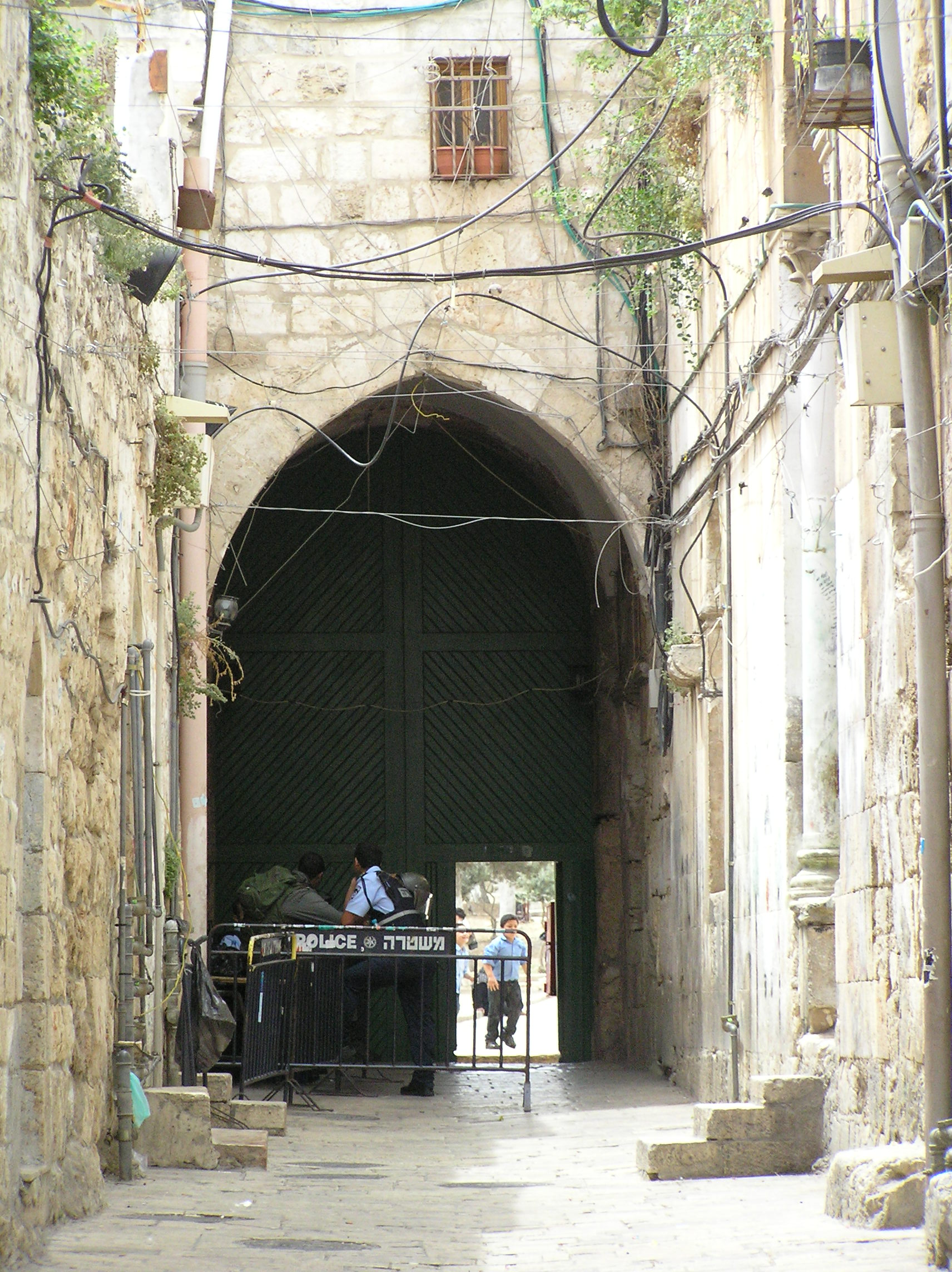
صورة زقاق في باب الحطة.

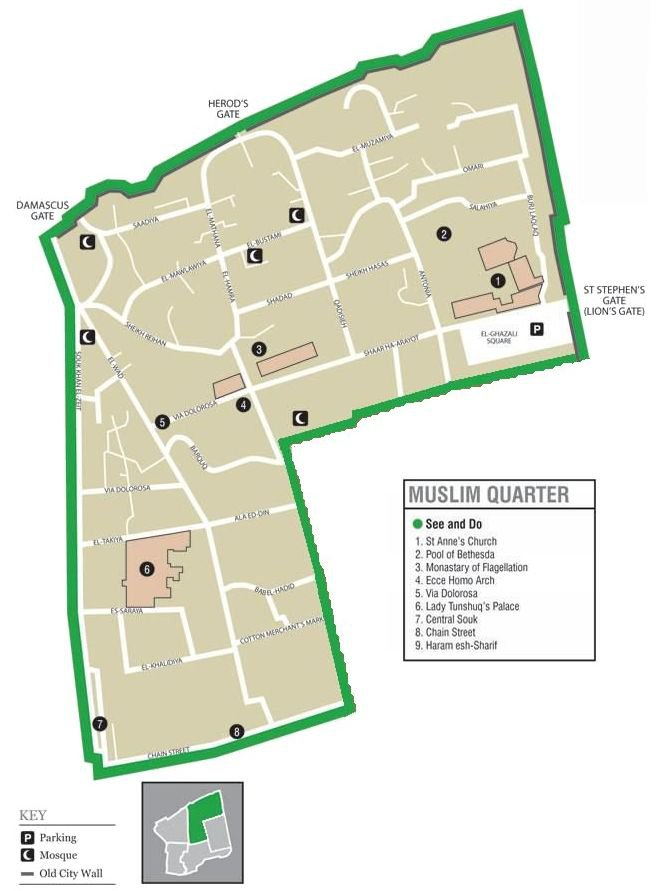
خريطة الحي الإسلامي.

باب حطة من أقدم أبواب المسجد الأقصى المبارك, يقع على سوره الشمالي بين بابي الأسباط وفيصل، جدد في الفترة الأيوبية زمن السلطان الملك المعظم شرف الدين عيسى عام 617هـ -1220م، ولا يعرف أول من بناه، وإن كان بعض العلماء قد قال إنه كان موجوداً قبل دخول بني إسرائيل إلى الأرض المقدسة، للآية الكريمة (وادخلوا الباب سجداً وقولوا حطة)، غير أنه لا يوجد دليل على أنه الباب المذكور في الآية.
هذا الباب بسيط البناء، محكم الصنعة، مدخله مستطيل، وتعلوه مجموعة من العلاقات الحجرية، كانت فيما مضى تستخدم لتعليق القناديل

## وصلات خارجية
- دليل المسجد الأقصى المبارك المصور